# Aegapheles
Aegapheles is een geslacht van pissebedden in de familie Aegidae. De wetenschappelijke naam van het geslacht werd in 2009 voorgesteld door Bruce.

## Soorten
- Aegapheles alazon (Bruce, 2004)
- Aegapheles antillensis (Schioedte & Meinert, 1879)
- Aegapheles banda (Bruce, 2004)
- Aegapheles birubi (Bruce, 2004)
- Aegapheles copidis Bruce, 2009
- Aegapheles deshaysiana (H. Milne Edwards, 1840)
- Aegapheles excisa (Richardson, 1910)
- Aegapheles hamiota (Bruce, 2004)
- Aegapheles japonica (Bruce, 2004)
- Aegapheles kixalles (Bruce, 2004)
- Aegapheles kwazulu (Bruce, 2004)
- Aegapheles mahana Bruce, 2009
- Aegapheles musorstom (Bruce, 2004)
- Aegapheles rickbruscai (Bruce, 2004)
- Aegapheles trulla (Bruce, 2004)
- Aegapheles umpara (Bruce, 2004)
- Aegapheles warna (Bruce, 2004)